# 田中靖人
田中 靖人（たなか やすと、1964年5月13日 - ）は、日本のサクソフォーン奏者。
元東京佼成ウインドオーケストラ団員・コンサートマスター。
2023年度より、国立音楽大学教授。

## 人物・来歴
- 出身地：和歌山県和歌山市
- 血液型：O型
- 最終学歴：国立音楽大学
- 入賞歴：第1回日本管打楽器コンクール第2位、第4回日本管打楽器コンクール第1位
- 2003年和歌山県より「きのくに芸術新人賞」を受賞。
- 1991年「管楽器ソロ曲集・サクソフォーン」（日本コロムビア）
- 1995年「ラプソディ」（EMI music japan）
- 1997年「サクソフォビア」（EMI music japan）
- 2003年「ガーシュインカクテル」（佼成出版社）
- 2012年「モリコーネ パラダイス」（EMI music japan）をリリース。

## 所属等
- トルヴェール・クヮルテット - 結成メンバー。同四重奏団でバリトン奏者を務める。
- 元東京佼成ウインドオーケストラ団員・コンサートマスター。パートは、アルト・サクソフォーン。
- 国立音楽大学教授(2023年度就任)、昭和音楽大学客員教授。